# Castor (restaurant)
Castor is een restaurant in de Belgische plaats Beveren-Leie. Het restaurant bestaat sinds januari 2016. Maarten Bouckaert is er chef-kok, zijn partner Stefanie Vandewalle is de gastvrouw.
Het restaurant was met een score van 16/20 GaultMillau de hoogste nieuwkomer in de gids van 2017. De chef-kok werd daarbij onderscheiden met de titel Jonge topchef van Vlaanderen voor dat jaar. Eind 2016 volgde een vermelding in de Michelingids 2017, en het werd meteen onderscheiden met een Michelinster die ook in de volgende editie behouden werd.  In de gids Gault Millau 2021 steeg Castor naar 16,5/20 en beloonde de Guide Michelin 2021 Bouckaert met een tweede Michelinster. Het restaurant steeg in 2022 naar 17/20 volgens GaultMillau. 
De naam van het restaurant, "Castor", is Latijn, Frans en Spaans voor "bever", verwijzend naar de gemeente waarin het restaurant zich bevindt.
Castor is gevestigd in een moderne nieuwbouw waarin beton en hout domineren. De binnenwanden zijn bekleed met cederhout.